# Lambrequin

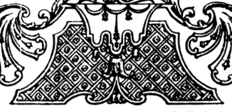
Lambrequin und Gitterwerk, Haus Lichtenstein, Frankfurt 1725.

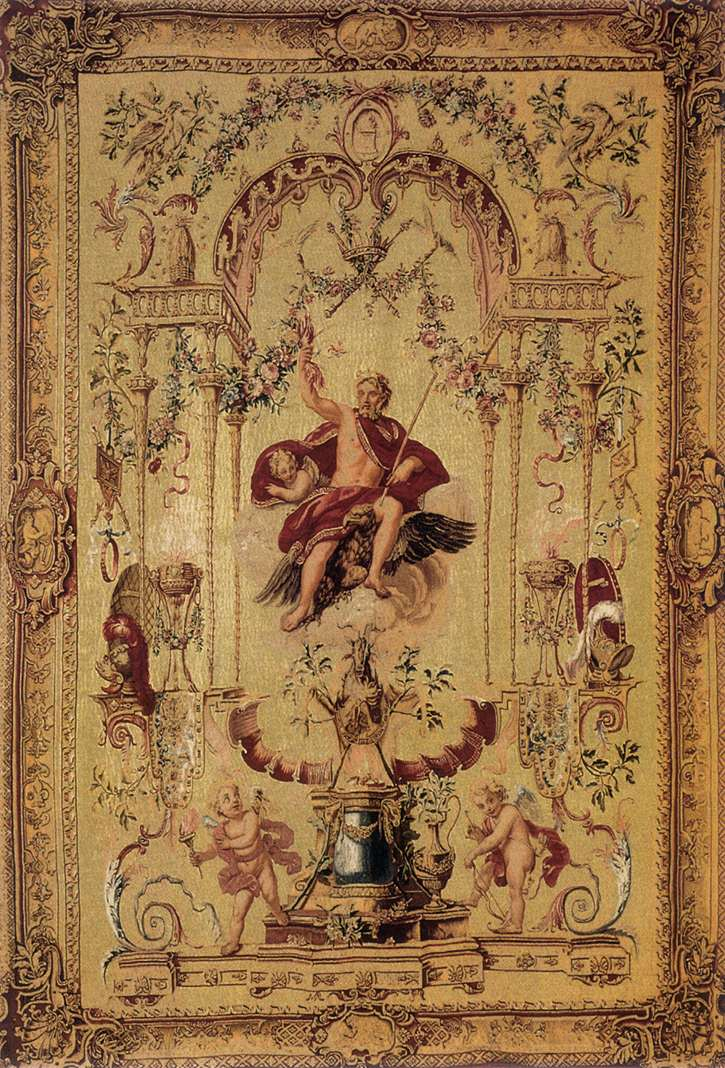
Bogen mit Lambrequin auf einer Tapisserie um 1700

Der Lambrequin ist eine Zierblende in der Architektur. Auch der obere Abschluss einer ornamentalen Rahmung in der Art eines herabhängenden, lappig ausgeschnittenen Behangs, wie er für das 18. Jahrhundert typisch war, heißt so.

## Herkunft
Der Begriff ist aus dem französischen Wort lambeau („Lappen“, „Lumpen“) abgeleitet. Lambrequins wurden ursprünglich in der Raumausstattung verwendet. Sie dienten als Querbehang, mit dem der obere Abschluss von Fenstern und Türen verschönt wurde. Die Form ist vielfältig, z. B. wurden geschweifte, zacken- oder zungenförmige Umrisse verwendet. Häufig wurden Posamenten wie Quasten und Fransen hinzugefügt. Lambrequins wurden sowohl in sakralen als auch profanen Räumen verwendet, z. B. als Verzierung an Baldachinen, Kanzeln, Betthimmeln, Orgeln, Thronen und anderen Möbeln.

## Lambrequin und Schabracke

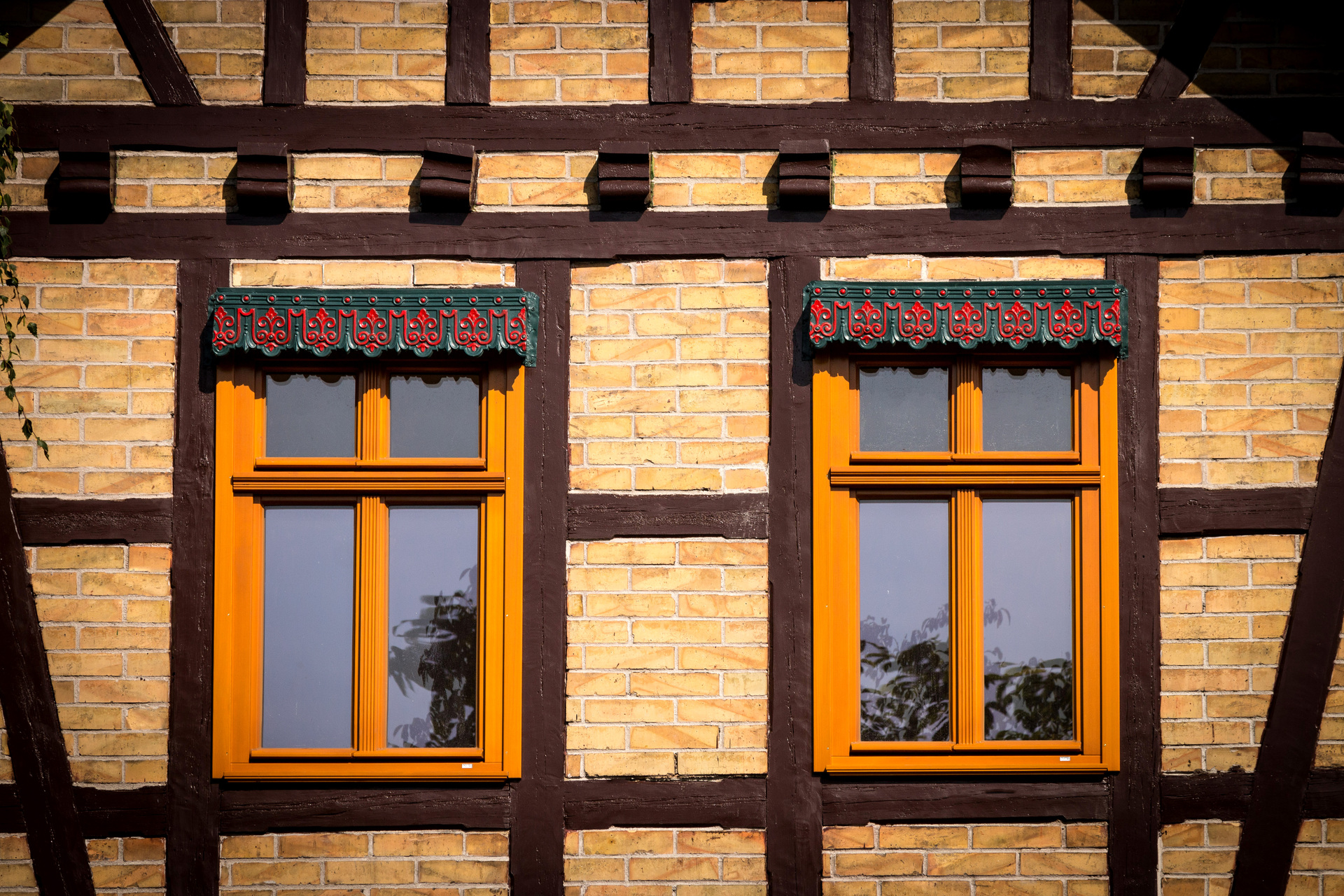
Blecherne Außenschabracken über den Fenstern des Obergeschosses der Villa Breckenheim

Ab dem Barock wurde der Lambrequin auch in der  Außenarchitektur eingesetzt. Er bestand dann in der Regel nicht aus Stoff, sondern war dem ihn umgebenen Baumaterial angepasst, also aus Metall, Holz oder (seltener) Stuck. So wurde er zur Verzierung von Fenstern, aber auch Laubengängen oder Dachkanten verwendet.
In der Bäderarchitektur oder an Häusern im Schweizerstil entstand daraus die Brettschnitzerei z. B. in Zapfenform.
Lambrequins werden im deutschen Sprachraum meist als Schabracken bezeichnet, für Lambrequins in der Außenarchitektur wird der Begriff Außenschabracke verwendet. An Gründerzeithäusern sind sie heute noch oft als Verkleidung aus gestanztem und geprägtem Blech für Jalousien oder Rollläden zu finden.
Im Gegensatz zur Schabracke, die, sei sie aus Stoff oder Blech, immer frei herabhängt, kann der Lambrequin auch als abstrahierte Behangform in der Ornamentik, als ein der Architektur aufgelegtes Relief, sogar als zweidimensionales Motiv im dekorativen Kunsthandwerk Verwendung finden. Auf den lebhaften Umriss des Lambrequins kann die Schabracke verzichten, muss aber nicht.

## Lambrequinbögen
Mehrfach gezackte und fetzenartig herunterhängende Bögen oder Blendbögen werden als „Lambrequinbögen“ bezeichnet. Sie entwickeln sich aus überschneidenden Vielpassbögen und Muqarnas-Ornamenten und spielen eine wichtige Rolle im Maurischen Stil Andalusiens und Marokkos.

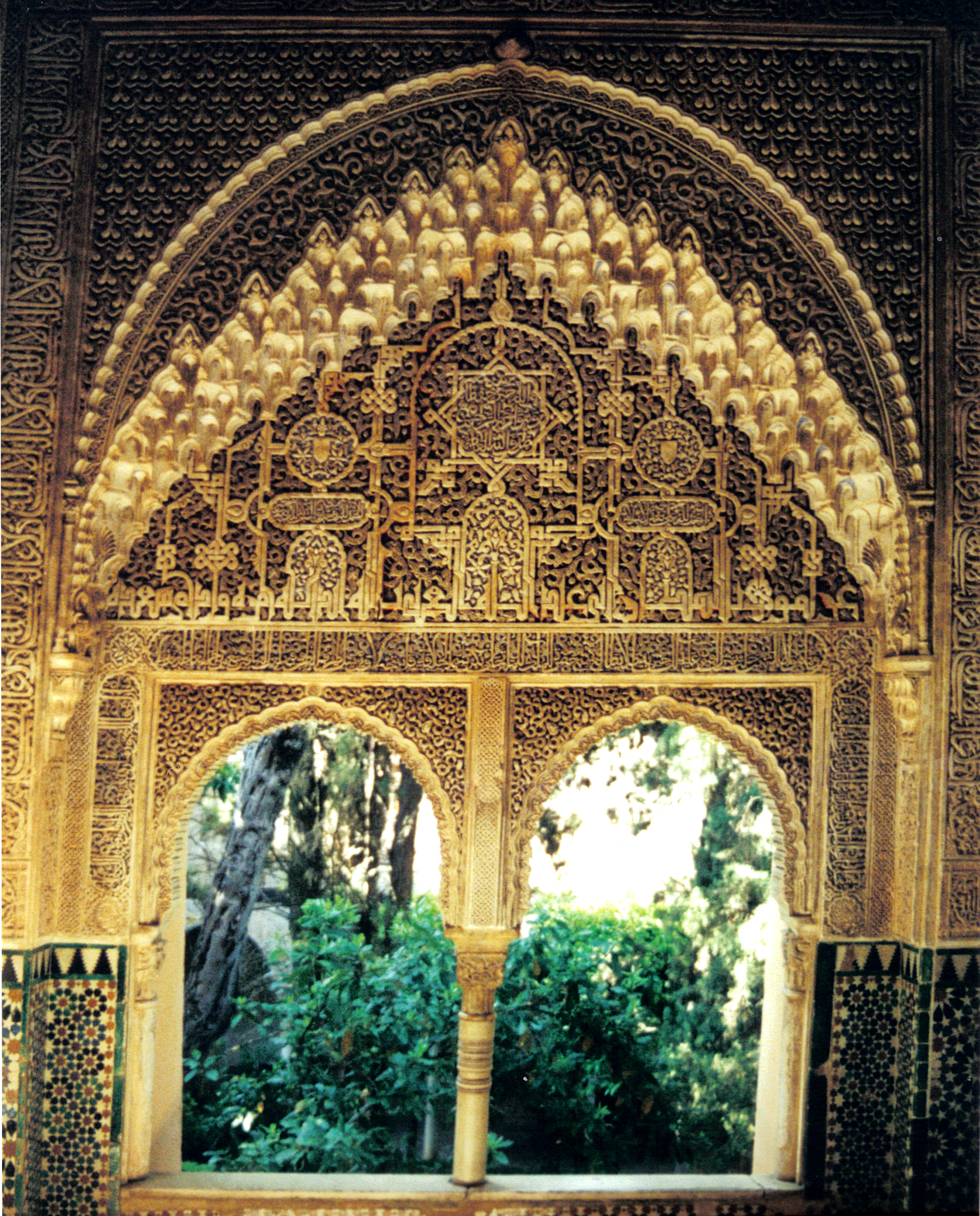
Fenster in der Alhambra, Granada (14. Jh.)
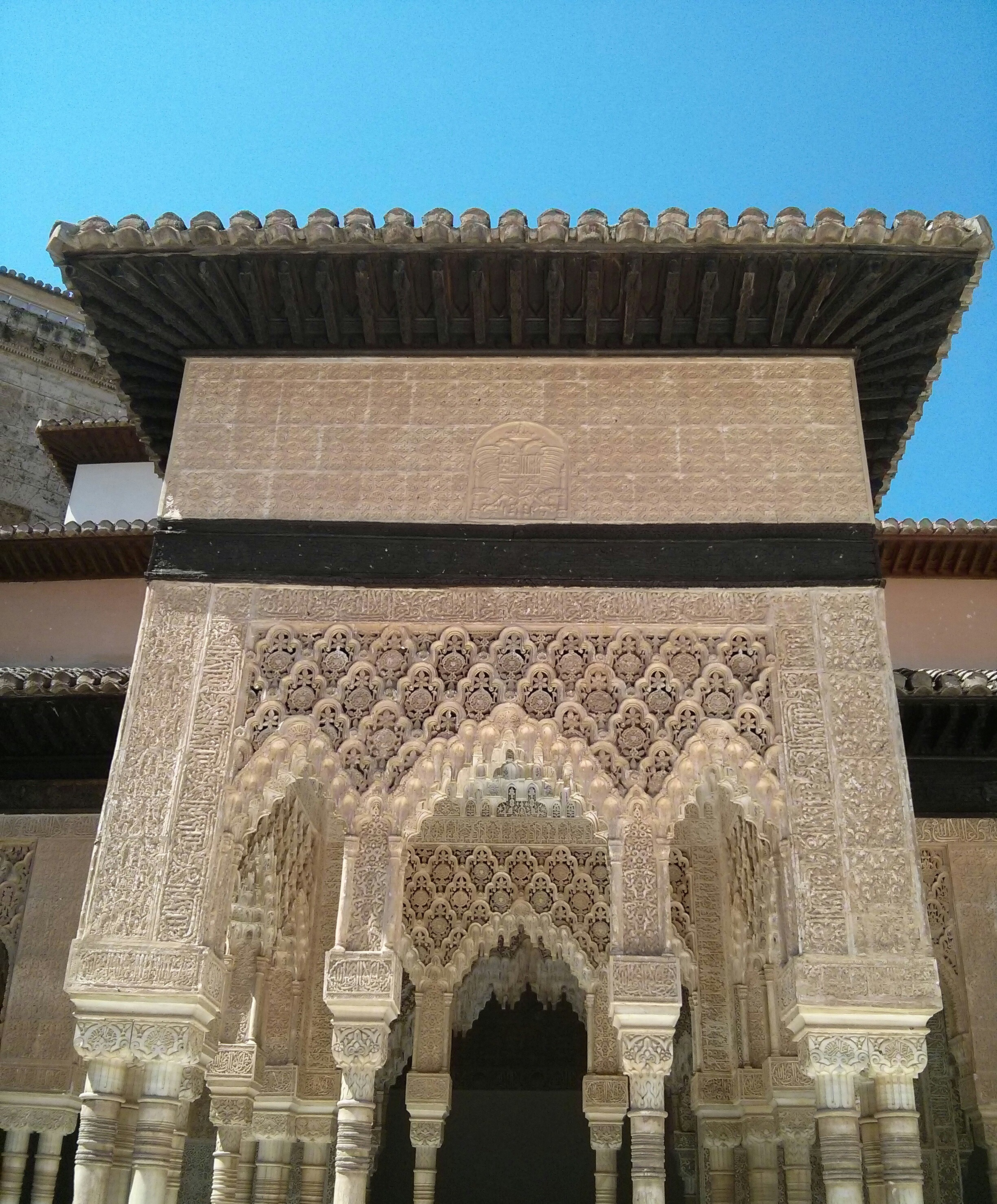
Löwenhof, Alhambra, Granada (14. Jh.)
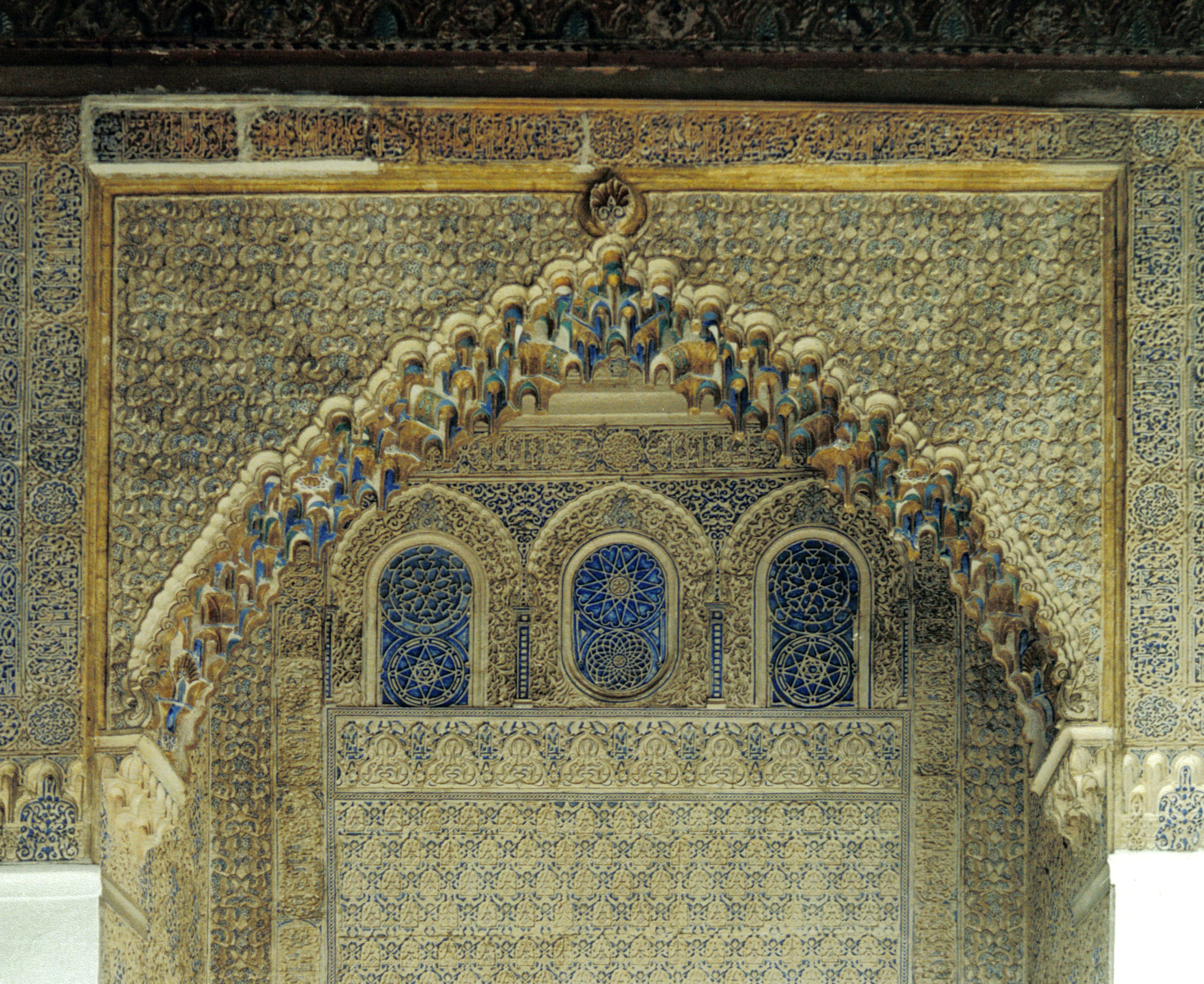
Alcazár, Sevilla (14. Jh.)
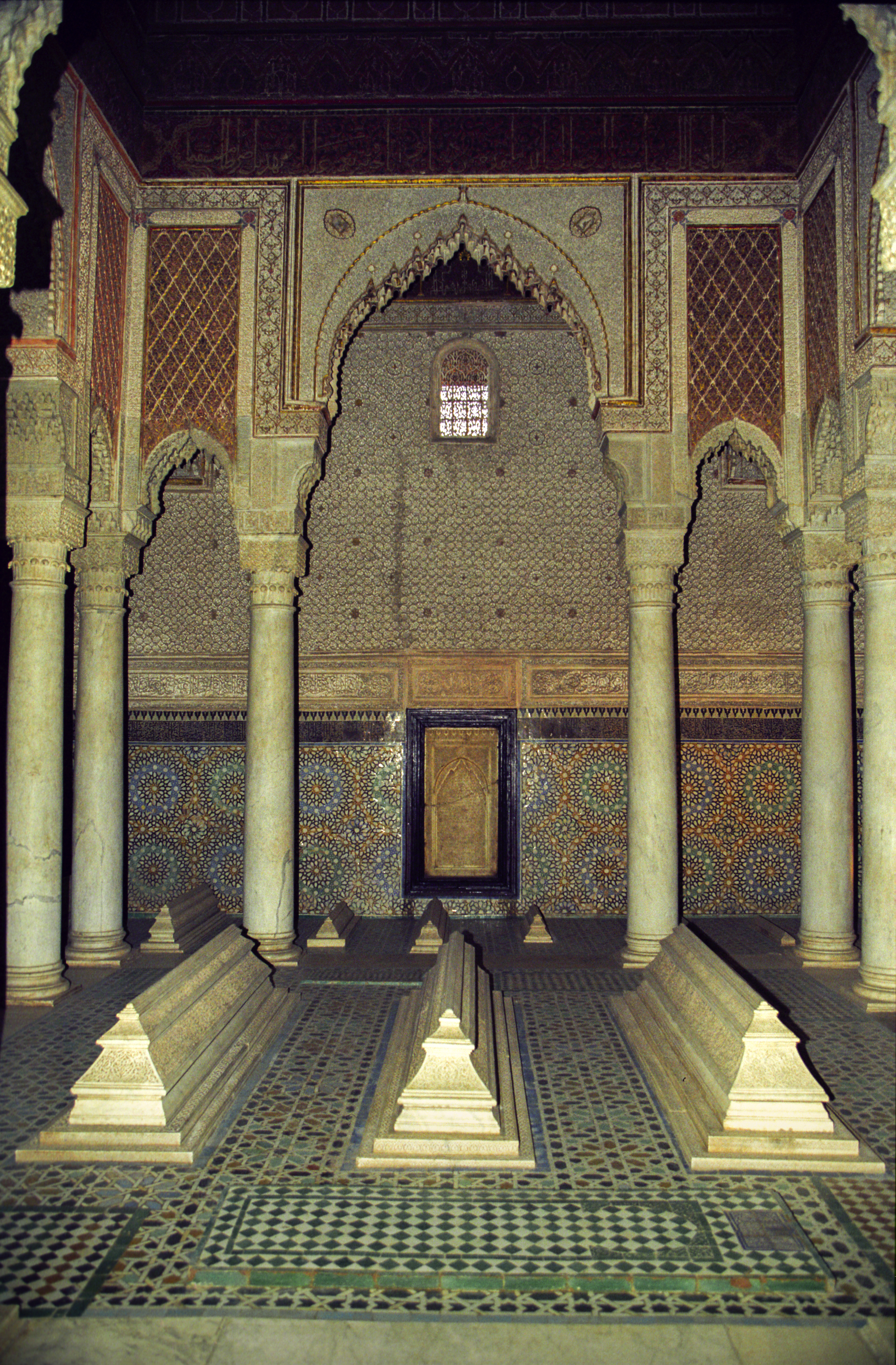
Saadier-Gräber, Marrakesch (17. Jh.)